# Gaby Fischer
Gaby Fischer (auch Gabi Fischer) ist eine ehemalige deutsche Schauspielerin.

## Leben
Gaby Fischer stand bereits im Kindesalter vor der Kamera. 1975 war sie in je einer Episode der Krimireihen Der Kommissar und Derrick zu sehen. Zwischen 1986 und 2005 war Fischer Gastdarstellerin in vielen Serien. Popularität brachte ihr die Rolle der Schwester Ina ein, die sie in 43 Folgen der ZDF-Serie Die Schwarzwaldklinik verkörperte. Mit Beginn der 2000er-Jahre beendete Fischer ihre schauspielerische Laufbahn und zog nach England, wo sie heute in Cornwall lebt. Über ihren Aufenthaltsort war zunächst nichts bekannt, erst auf eine vom Produzenten Wolfgang Rademann geschaltete Anzeige in Vorbereitung für den Film Die Schwarzwaldklinik – Die nächste Generation meldete sich daraufhin der Sohn Fischers.

## Filmografie
- 1975: Der Kommissar – Am Rande der Ereignisse (Fernsehserie)
- 1975: Derrick – Tod am Bahngleis (Fernsehserie)
- 1975: Der Biberpelz (Fernsehfilm)
- 1983: Utopia (Film)
- 1986: Xaver und sein außerirdischer Freund
- 1986–1989: Die Schwarzwaldklinik (43 Folgen als Schwester Ina)
- 1987: Zwei auf der Straße (Fernsehfilm)
- 1987: Vicky und Nicky (Fernsehfilm)
- 1987: Hexenschuß (Fernsehfilm)
- 1987: Ein Heim für Tiere – Das Geheimnis des Waldes (Fernsehserie)
- 1987: Harald und Eddi (Fernsehserie, Episode #1.3)
- 1988: Lindenstraße (Fernsehserie, 4 Folgen)
- 1988: Zur Freiheit (Fernsehserie, 13 Folgen)
- 1988: Trouble im Penthouse (Fernsehfilm)
- 1988: Einfaches Leben (Fernsehfilm)
- 1989: Der Landarzt – Das Leben geht weiter (als Maria)
- 1989: Pole Poppenspäler
- 1990: Das schreckliche Mädchen
- 1990: Alles im Griff (Fernsehfilm)
- 1990: Tatort: Zeitzünder
- 1990: Ein Schloß am Wörthersee – Mister Charlie aus L.A.
- 1991: Löwengrube – Gewalttäter
- 1991: Das größte Fest des Jahres – Weihnachten bei unseren Fernsehfamilien (Fernsehfilm)
- 1991: Ein Haus in der Toscana (Fernsehserie, 1 Folge)
- 1991: Praxis Bülowbogen (Fernsehserie, 1 Folge)
- 1994: Florida Lady – Kein Weg zurück (Fernsehserie)
- 1994: Elbflorenz (Fernsehserie, 4 Folgem)
- 1992: Haus am See (Fernsehserie, 2 Folgen)
- 1994: Hallo, Onkel Doc! – Blutsbrüder
- 1997–1999: Forsthaus Falkenau (4 Folgen als Frau Rösner)
- 2002: Wilder Kaiser – Herzfieber
- 2005: Die Schwarzwaldklinik – Die nächste Generation